# Remetea Chioarului
Remetea Chioarului (Kővárremete en hongrois) est une commune roumaine du județ de Maramureș, dans la région historique de Transylvanie et dans la région de développement du Nord-Ouest.

## Géographie
La commune de Remetea Chioarului est située dans le sud du județ, à 17 km au sud de Baia Mare, la préfecture, sur la rive gauche de la rivière Lăpuș.
La commune est composée des cinq villages suivants (nombre d'habitants en 2002) :
- Remetea Chioarului (1 135), siège de la municipalité.
- Berchez (670).
- Berchezoaia (511).
- Posta (427).
- Remecioara (260).

## Démographie
En 1910, la commune comptait 2 396 Roumains (82,9 % de la population) et 476 Hongrois (16,5 %).
En 1930, les autorités recensaient 2 452 Roumains (82,5 %), 400 Hongrois (13,5 %), 34 Tsiganes (1,1 %) ainsi qu'une communauté juive de 82 personnes (2,8 %) qui fut exterminée par les Nazis durant la Seconde Guerre mondiale.
En 2002, la commune comptait 2 405 Roumains (80,1 %), 431 Hongrois (14,4 %) et une communauté rom de 164 personnes (5,5 %).
| 1880  | 1900  | 1910  | 1930  | 1956  | 1977  | 1992  | 2002  | 2007  |
| ----- | ----- | ----- | ----- | ----- | ----- | ----- | ----- | ----- |
| 2 485 | 2 780 | 2 890 | 2 973 | 3 254 | 3 277 | 3 022 | 3 003 | 2 872 |

## Lieux et monuments
- Berchezoaia, ruines de la forteresse Cetatea Chioarului, construite au XIVe siècle dans un lieu stratégique, au-dessus des Gorges de la Lăpuș, démantelée en 1718.

- Remetea Chioarului, église en bois des Saints Archanges (Sfinții Arhangeli), de 1800, avec untrès haut clocher et de belles icônes et peintures sur bois.

- Remecioara, église en bois Nasterea Preacuratei.

- Gorges de la rivière Lăpuș.